# 硒氰酸盐
硒氰酸盐是一类含有硒氰酸根离子（SeCN−）的盐类，常见的有硒氰酸钾、硒氰酸钠等。其酸HNCSe只存在于溶液中。

## 性质
硒氰酸盐在盐酸中不稳定，放出氰化氢并析出红硒：
SeCN− + H+ → HCN + Se
硒氰酸根离子可以多聚，形成含有诸如(SeCN)3-、(NCSe)2I-的化合物。
硒氰酸的Cd2+、Hg2+、Pb2+、Ag+盐都是难溶于水的固体。硒氰酸铵不稳定，肼盐则存在着如下平衡：N2H5NCSe ↔ H2N−CSe−NH−NH2。Fe2+盐的制备，无论是固体还是溶液，都未曾得到过，而铁单质亦可使SeCN−分解，产生CN−并析出Se，尽管如此，其配合物是已知的。
硒氰酸根和其它卤素或拟卤素的活性比較如下（越在左侧越容易被氧化）：
SeCN− > I− > SCN− > CN− > Br− > N3- > Cl− > OCN− > CNO− > F−